# Paktajaure
Paktajaure är en sjö i Kiruna kommun i Lappland och ingår i Torneälvens huvudavrinningsområde. Sjön har en area på 1,73 kvadratkilometer och ligger 403,3 meter över havet. Sjön avvattnas av vattendraget Paktajåkka.

## Delavrinningsområde
Paktajaure ingår i det delavrinningsområde (759681-161213) som SMHI kallar för Utloppet av Paktajaure. Medelhöjden är 500 meter över havet och ytan är 12,64 kvadratkilometer. Räknas de 4 avrinningsområdena uppströms in blir den ackumulerade arean 89,42 kvadratkilometer. Paktajåkka som avvattnar avrinningsområdet har biflödesordning 2, vilket innebär att vattnet flödar genom totalt 2 vattendrag innan det når havet efter 488 kilometer. Avrinningsområdet består mestadels av skog (37 procent) och kalfjäll (39 procent). Avrinningsområdet har 1,92 kvadratkilometer vattenytor vilket ger det en sjöprocent på 15,2 procent.